# جامعة حطاي مصطفى كمال
جامعة مصطفى كمال (بالتركية:Mustafa Kemal Üniversitesi) هي جامعة حكومية أنشأت عام 1992 في مدينة أنطاكيا في حطاي في جنوب تركيا. اشتقت اسمها من مصطفى كمال أتاتورك، مؤسس جمهورية تركيا.